# Felipe Hernández (futbolista nacido en 1998)
Felipe Hernández (Ibagué, Tolima, Colombia; 8 de junio de 1998) es un futbolista colombiano nacionalizado estadounidense. Juega de centrocampista.

## Trayectoria
Nacido en Colombia, Hernández creció en Nashville, Tenessee, y jugó al fútbol como juvenil en el Sporting Nashville Héroes, una academia del Sporting Kansas City. En 2014 se unió a las inferiores del Sporting Kansas City, firmando su primer contrato profesional con el Swope Park Rangers, equipo reserva del club, el 10 de marzo de 2016.
Firmó por el Sporting Kansas City el 30 de agosto de 2019. Debutó en la MLS el 8 de septiembre de 2019 en la derrota por 2-1 contra el Portland Timbers.

## Selección nacional
Es internacional a nivel juvenil con la selección de Estados Unidos.

## Estadísticas
Actualizado al último partido disputado el 17 de octubre de 2019.
| Swope Park Rangers Estados Unidos     |               |               |    |    |   |   |   |   |   |    |    |    |
| 2.ª                                   | 2017          | 27            | 2  | 0  | 0 | - | - | - | - | 27 | 2  |    |
| 2.ª                                   | 2018          | 34            | 3  | -  | - | - | - | - | - | 34 | 3  |    |
| 2.ª                                   | 2019          | 30            | 8  | 0  | 0 | - | - | - | - | 30 | 8  |    |
| Total club                            | Total club    | 91            | 13 | 0  | 0 | 0 | 0 | 0 | 0 | 91 | 13 |    |
| Sporting Kansas City Estados Unidos   |               |               |    |    |   |   |   |   |   |    |    |    |
| 1.ª                                   | 2019          | 2             | 0  | -  | - | - | - | - | - | 2  | 0  |    |
| Total club                            | Total club    | 2             | 0  | 0  | 0 | 0 | 0 | 0 | 0 | 2  | 0  |    |
| Total carrera                         | Total carrera | Total carrera | 93 | 13 | 0 | 0 | 0 | 0 | 0 | 0  | 93 | 13 |
| (1) Incluye datos de la U.S. Open Cup |               |               |    |    |   |   |   |   |   |    |    |    |

## Palmarés

### Títulos nacionales
| Título        | Club                 | País           | Año  |
| ------------- | -------------------- | -------------- | ---- |
| U.S. Open Cup | Sporting Kansas City | Estados Unidos | 2017 |